# Montowt
Montowt – polski herb szlachecki, odmiana herbu Pobóg.

## Opis herbu
Opis zgodnie z klasycznymi regułami blazonowania:
W polu błękitnym podkowa srebrna ze złotym krzyżem kawalerskim na barku, ze środka lewo-ukośnie strzałą przeszyta.
Klejnot: pięć piór strusich.
Labry: błękitne, podbite srebrem.
Według J. Ostrowskiego istniała odmiana herba Montowt (cz. Montowt I) przysługująca Montowtom, rodzinie pochodzenia litewskiego w Prusach wschodnich osiadłej (cz. Montowt II):
W polu błękitnym między sercem a podkową z krzyżem złotym na barku złota kusza z cięciwem. Klejnot: trzy strzały w wachlarz żeleźcami do góry. Labry: błękitne, podbite złotem.
Według S. Uruskiego Montowtowie na Prusiech używali herb – w polu błękitnym – między sercem przeszytym złotą strzałą i Pobógem – złota halabarda (herb Montowt wedł. Uruskiego).

## Herbowni
Montowt (Montowtowicz).

### Znani herbowni
- Michał Montowtowicz, kasztelan trocki 1483.
- Jerzy Montowt (Montowtowicz), wojewoda kijowski od 1507.
- Stanisław Montowtowicz, marszałek hospodarski, mąż Jadwigi, córki Olechna Sudymuntowicza.
- Andrzej Montowt, dworzanin królewski 1542, żonaty z Maryną ks. Holszańską (2-o Michałowa Kozińska, kasztelanowa wołyńska; 3-o Andrzejowa Kurbska).
- Jan-Kazimierz Montowt, skarbny litewski 1670.